# Antonio de Bolòs y Vaireda
Antonio de Bolòs y Vaireda, född 1889 i Olot, Spanien, död 1975 i Barcelona, spansk botaniker och professor.
Auktorsnamnet A.Bòlos kan användas för Antonio de Bolòs y Vaireda i samband med ett vetenskapligt namn inom botaniken; se Wikipediaartiklar som länkar till auktorsnamnet.